# Thierry Mathou
Thierry Mathou, né le 8 mars 1963 à Rodez, est un diplomate français, ambassadeur de France auprès de la république de l'Inde depuis 2023. En parallèle de sa carrière diplomatique, spécialiste de l'Asie et sinologue, il conduit des recherches académiques dans le domaine des études himalayennes.

## Biographie
Diplômé de l'EDHEC, et de l'IEP Paris, docteur en sciences politiques et en études asiatiques, Thierry Mathou a commencé sa carrière à la direction des relations économiques extérieures du ministère de l'Économie et des Finances (1989-1995). Il a rejoint le ministère des Affaires étrangères et européennes en 1996, comme secrétaire des affaires étrangères, au titre du cadre d'Orient (section Extrême Orient-chinois).
Il a ensuite exercé plusieurs fonctions à Paris au sein de ce ministère, notamment à la direction de la coopération européenne (1996-1999) où il était chargé du suivi de la politique commerciale et des relations de l'Union européenne avec l'Asie et l'Océanie ; de la direction des affaires économiques où il a été sous-directeur des affaires économiques et financières internationales (2004-2006) ; et de la direction d’Asie et d’Océanie dont il a été le directeur (2017-2020), poste dans le cadre duquel il a porté plusieurs initiatives dont le lancement de la stratégie française dans le bassin Indo-Pacifique et le partenariat de développement de la France avec l’ASEAN. A l’étranger, il a été en poste à Washington (1989-1993), à Pékin (1993-1996 et 1999-2004), puis à Shanghai, comme consul général (2006-2010). A ce poste, il a notamment coordonné la mobilisation française lors de l'Exposition universelle de 2010.
Thierry Mathou a par la suite occupé plusieurs postes d’ambassadeur, successivement en Birmanie (2010-2015), aux Philippines (2015-2017), en Thaïlande (2020-2023) et en Inde (depuis 2023). En Birmanie, il a occupé ses fonctions durant la première phase de transition démocratique que la France a accompagnée en soutenant le combat d'Aung San Suu Kyi, décorée des insignes de commandeur de la légion d'honneur en janvier 2012, et accueillie à Paris en juin 2012 pour son premier grand déplacement à l'étranger depuis 1988. 
Chercheur associé au Centre d'études himalayennes (UPR 299) du CNRS depuis 1989, Thierry Mathou est spécialiste de la sociologie politique et de la géopolitique du monde himalayen. Le Bhoutan, auquel il a consacré sa thèse, constitue son principal domaine d’études centré sur le développement de la monarchie et son articulation avec la tradition bouddhiste. En 2015 il a lancé un programme de terrain destiné à préserver et à promouvoir la tradition des Tashi Gomang, des autels portables miniatures, spécifiques au Bhoutan, utilisés au XVIIe siècle pour l’unification politico-religieuse du pays. Ce projet, qui a donné lieu à une grande exposition patrimoniale organisée à Thimphu (novembre 2016 - février 2017) a contribué à faire reconnaître cette tradition menacée de disparition, mais désormais classée au rang des trésors nationaux du Bhoutan,. Les travaux de Thierry Mathou portent également sur l’histoire des grandes familles bhoutanaises et sur la dimension stratégique de l’arc himalayen.

## Distinctions
Thierry Mathou est chevalier dans l'ordre national de la Légion d'honneur.

## Publications
- Bhoutan, dernier royaume bouddhiste de l’Himalaya, Kailash Editions, Paris & Pondichery, 1998, 402 pages;
- Le Bhoutan, royaume du bonheur national brut : entre mythe et réalité, L’Harmattan, Paris, Novembre 2013, 344 pages ;
- The Bodhisattva King. His Majesty Jigme Singye Wangchuck of Bhutan, Bhutan Publishing House, Bangkok, Novembre 2015, 360 pages;
- Tashi Gomang : A National Treasure of Bhutan, Catalogue de l’exposition, Ashi Kesang Choden T. Wangchuck Editeur, Royal Textile Academy, Thimphu, Novembre 2016, 139 pages;